# Eriospermum cooperi
Eriospermum cooperi är en sparrisväxtart som beskrevs av John Gilbert Baker. Eriospermum cooperi ingår i släktet Eriospermum och familjen sparrisväxter.

## Underarter
Arten delas in i följande underarter:
- E. c. cooperi
- E. c. natalense